# ガブリエル・オケチュク
ガブリエル・オケチュク（Gabriel Okechukwu, 1995年8月26日 - ）は、ナイジェリア・ラゴス出身のサッカー選手。ナイジェリア代表。ポジションはFW。

## 経歴
アブジャのウォーターFCの下部組織でサッカーを始める。2013年、トップチームに昇格した。
2014年、マルタ・プレミアリーグのセントジョージFCに移籍をした。
2015年、U-20ワールドカップに挑むU-20ナイジェリア代表候補にメンバー入りを果たすが、最終メンバーからは落選した。
2016年、ウクライナ・プレミアリーグのFCカルパティ・リヴィウに移籍。
2018年、アフリカネイションズチャンピオンシップに挑むナイジェリア代表に初招集される。同年、モロッコリーグのウィダード・カサブランカに移籍した。 
2021年1月6日、北海道コンサドーレ札幌に加入。しかし、ルヴァンカップ1試合と天皇杯2試合の出場にとどまり、同年8月4日に福島ユナイテッドFCに期限付き移籍。
2022年2月2日、札幌・福島双方から退団が発表された。

## 所属クラブ
- - 2013年 ウォーターFC アカデミー
- 2013年 - 2015年 ウォーターFC 
  - 2013年  TEAP（期限付き移籍）
  - 2014年 - 2015年 セント ジョージFC（期限付き移籍）
- 2016年  FCカルパティ・リヴィウ
- 2017年 - 2018年  アクワ・ユナイテッドFC
- 2018年 - 2020年  ウィダード・カサブランカ
  - 2019年 - 2020年 SCCモハメディア（期限付き移籍）
- 2021年 北海道コンサドーレ札幌
  - 2021年8月 - 同年12月 福島ユナイテッドFC（期限付き移籍）

## 個人成績
| 国内大会個人成績 | 国内大会個人成績 | 国内大会個人成績 | 国内大会個人成績 | 国内大会個人成績 | 国内大会個人成績 | 国内大会個人成績 | 国内大会個人成績 | 国内大会個人成績 | 国内大会個人成績 | 国内大会個人成績 | 国内大会個人成績 |
| 年度             | クラブ           | 背番号           | リーグ           | リーグ戦         | リーグ戦         | リーグ杯         | リーグ杯         | オープン杯       | オープン杯       | 期間通算         | 期間通算         |
| 年度             | クラブ           | 背番号           | リーグ           | 出場             | 得点             | 出場             | 得点             | 出場             | 得点             | 出場             | 得点             |
| ナイジェリア     | ナイジェリア     | ナイジェリア     | ナイジェリア     | リーグ戦         | リーグ戦         | リーグ杯         | リーグ杯         | オープン杯       | オープン杯       | 期間通算         | 期間通算         |
| ---------------- | ---------------- | ---------------- | ---------------- | ---------------- | ---------------- | ---------------- | ---------------- | ---------------- | ---------------- | ---------------- | ---------------- |
| 2016-17          | アクワU          | 25               | NPFL             | 13               | 3                | -                | -                | -                | -                | 13               | 3                |
| 2017-18          | アクワU          | 25               | NPFL             | 6                | 0                | -                | -                | -                | -                | 6                | 0                |
| モロッコ         | モロッコ         | モロッコ         | モロッコ         | リーグ戦         | リーグ戦         | リーグ杯         | リーグ杯         | オープン杯       | オープン杯       | 期間通算         | 期間通算         |
| 2018-19          | ウィダード       | 25               | ボトラ           | 5                | 0                | -                | -                | 1                | 0                | 6                | 0                |
| 2019-20          | ウィダード       | 25               | ボトラ           | 2                | 0                | -                | -                | -                | -                | 2                | 0                |
| 2019-20          | SCCモハメディア  |                  | ボトラ2          |                  |                  | -                | -                |                  |                  |                  |                  |
| 日本             | 日本             | 日本             | 日本             | リーグ戦         | リーグ戦         | リーグ杯         | リーグ杯         | 天皇杯           | 天皇杯           | 期間通算         | 期間通算         |
| 2021             | 札幌             | 26               | J1               | 0                | 0                | 1                | 0                | 2                | 0                | 3                | 0                |
| 2021             | 福島             | 26               | J3               | 2                | 0                | -                | -                | -                | -                | 2                | 0                |
| 通算             | ナイジェリア     | ナイジェリア     | NPFL             | 19               | 3                | -                | -                | -                | -                | 19               | 3                |
| 通算             | モロッコ         | モロッコ         | ボトラ           | 7                | 0                | -                | -                | 1                | 0                | 8                | 0                |
| 通算             | 日本             | 日本             | J1               | 0                | 0                | 1                | 0                | 2                | 0                | 3                | 0                |
| 通算             | 日本             | 日本             | J3               | 2                | 0                | -                | -                | -                | -                | 2                | 0                |
| 総通算           | 総通算           | 総通算           | 総通算           | 28               | 3                | 1                | 0                | 3                | 0                | 32               | 3                |

出場歴
- Jリーグ初出場 - 2021年5月19日 YBCルヴァンカップグループステージ第6節 対鹿島アントラーズ （札幌ドーム）

## 代表歴
- 2015年 - 2017年 U-20ナイジェリア代表
- 2018年 - ナイジェリア代表（4試合2得点）
  - アフリカネイションズチャンピオンシップ（2018年）

### 試合数
- 国際Aマッチ 4試合 2得点（2018年）[6]

| ナイジェリア代表 | 国際Aマッチ | 国際Aマッチ |
| 年               | 出場        | 得点        |
| ---------------- | ----------- | ----------- |
| 2018             | 4           | 2           |
| 通算             | 4           | 2           |